# Aragats (Armavir)
Aragats (in armeno Արագած?; fino al 1946 Khznauz) è un comune dell'Armenia della provincia di Armavir. In base al censimento del 2010 conta di 3 228 abitanti. La chiesa del paese, dedicata a San Stepanos, risale al 1870; vicino ad Aragats si trova una fortezza del regno di Urartu.